# Dave Bowen
David Lloyd Bowen (7. juni 1928 - 25. september 1995) var en walisisk fodboldspiller (winghalf) og manager.
Bowen tilbragte hele sin aktive karriere i England, hvor han repræsenterede henholdsvis Northampton Town og Arsenal. Længst tid var han tilknyttet Arsenal, som han spillede for i ni sæsoner, og blandt andet vandt det engelske mesterskab med i 1953.
Bowen spillede desuden 19 kampe og scorede ét mål for det walisiske landshold. Han var anfører for holdet der deltog ved VM i 1958 i Sverige, Wales' eneste VM-deltagelse nogensinde. Han spillede alle holdets fem kampe i turneringen, hvor waliserne nåede frem til kvartfinalen, der dog blev tabt med 1-0 til turneringens senere vindere fra Brasilien.
Efter at have indstillet sin aktive karriere fungerede Bowen i en årrække som manager, først for sin tidligere klub som aktiv, Northampton. Senere stod han i ti år i spidsen for Wales' landshold.

## Titler
Engelsk mesterskab
- 1953 med Arsenal